# Uta pigmeu
L'uta pigmeu (Pseudochirulus mayeri) és una espècie de marsupial de la família dels pseudoquírids. Viu a Indonèsia i Papua Nova Guinea. Fou anomenat en honor del col·leccionista australià Fred Shaw Mayer.